# FK Tomori Berat
Futboll Klub Tomori Berat ist ein albanischer Fußballverein aus der Stadt Berat. Der Verein spielt derzeit in der zweithöchsten albanischen Liga, der Kategoria e parë.
Der Verein gehört zu den ältesten Vereinen des Landes und nahm schon in der zweiten Austragung der Meisterschaft im Jahr 1931 teil. Als größter Erfolg gilt der zweite Platz in der albanischen Meisterschaft 1999/2000. Tomori Berat spielt im Tomori-Stadion, das 14.500 Zuschauern Platz bietet und das drittgrößte Stadion Albaniens ist.

## Geschichte
Der Verein wurde 1923 unter dem Namen KS Tomori gegründet, benannt nach dem Berater Hausberg Tomorr. Von 1931, als der Verein erstmals und sehr erfolglos an der albanischen Fußballmeisterschaft teilnahm, bis 1935 hieß er KS Muzaka. In der Folge kehrte man zum alten Namen zurück, wechselte aber 1949 zu Berat und von 1950 bis 1957 wie viele andere Fußballvereine zu Puna Berat (Arbeit Berat). 
In der Saison 1937 spielte Tomori wieder in der höchsten Liga und war auch bei der Wiederaufnahme des Spielbetriebs in der Meisterschaft in der Saison 1945 wieder dabei. Wie 1931 blieb aber der Erfolg aus und Tomori wurde Tabellenletzter. Da sich andere Mannschaften aus dem Wettbewerb zurückzogen, konnte Tomori auch in der Saison 1946 spielten. Wieder wurde Tomori Gruppenletzter, wieder konnte der Verein in der ersten Liga bleiben. In der Saison 1947 erreichte man mit vier Siegen immerhin den sechsten Platz von neun Mannschaften. Als Zweitletzter der Gruppe B in der Saison 1948 folgte dann doch der Abstieg in die Zweitklassigkeit. Mit dem Namen Puna erreichte der Club 1951 den neunten Platz von 14 Mannschaften. Nach der Meisterschaft von 1952 gehörte Puna knapp zu den elf Absteigern – die Liga wurde von 21 Teams auf zehn verkleinert. 1955 spielte Puna wieder in der auf 16 Mannschaften erweiterten Liga und konnte als Zwölfter die Erstklassigkeit erhalten. Die Saison 1956 beendete Puna aber erneut als Tabellenletzter. 
1960 spielte Tomori wieder erstklassig und schaffte als Achter von zehn den Ligaerhalt, um dann 1961 als Tabellenletzter wieder abzusteigen. Für die Saison 1962/63 war die Liga wieder auf zwölf Mannschaften erweitert worden, Tomori konnte 1963 als Zehnter, 1964 als Achter, 1965 als Neunter, 1966 als Zehnter und 1967 als Siebter mehrere Meisterschaften einigermaßen erfolgreich abschließen. 1964 stand Tomori zudem im Final des albanischen Fußballpokals, der aber 3:0 gegen Partizani Tirana verloren ging. Die Meisterschaft von 1968 beendete man als Zweitletzter, was wieder Abstieg bedeutete. 
Bereits in der Saison 1970/71 war Tomori wieder erstklassig und beendete die Meisterschaft als Zehnter von jetzt 14 Mannschaften. 1972 endete der Verein erneut auf dem zweitletzten Platz und musste absteigen. Erst in der Saison 1977/78 war Tomori wieder in der ersten Liga zurück, beendete diese immerhin auf Rang 7 (von zwölf Mannschaften). 1979 wurde der Verein Achter, 1980 und 1981 gelang der Ligaerhalt als Zwölfter von 14 Teams jeweils knapp. In der Saison 1981/82 reüssierte Tomori als Sechster. 1983 schloss man auf Platz 10 und 1984 auf Platz 9 ab. Die Saison 1984/85 erreichte Tomori wieder den sechsten Rang, in der Saison 1985/86 den zehnten und in der Saison 1986/87 den elften. Der Abwärtstrend setzte sich fort, so dass als Dreizehnter 1988 der Ligaerhalt nicht mehr gelang. Bereits in der Saison 1989/90 spielte man wieder erstklassig und endete auf Platz 9. Es folgten gute Jahre mit Platz 5 in der Saison 1990/91 und Platz 9 in der Saison 1991/92. 
Nach der Saison 1992/93 folgte auf den zweitletzten Platz der erneute Abstieg für ein Jahr. 1995 erreichte Tomori wieder Rang 9, 1996 Rang 14 von jetzt 18 Mannschaften. In der Saison 1996/97 wurde der Verein in der ersten Runde Dreizehnter von 18 und in der zweiten Runde Letzter von einer der drei Gruppen, in die die Liga aufgeteilt worden war. Da es keine Absteiger gab, spielte Tomori auch in der Saison 1997/98 in der höchsten Liga und erreichte Rang 10. 1999 wurde Tomori Vierter. In der Saison 1999/2000 erreichte Tomori hinter dem punktegleichen SK Tirana den zweiten Platz. Das Play-off-Spiel gegen SK Tirana ging nach einem Unentschieden (1:1) im Elfmeterschießen (5:4) knapp verloren.
Der Erfolg hielt nicht lange an: Die Saison 2000/01 beendete der Club auf dem zwölften Platz und entging noch knapp dem Abstieg, der in der Saison 2001/02 auf den 14. und letzten Tabellenrang folgte. Danach spielt Tomori lange in der zweitklassigen Kategoria e parë, in den Saisons 2008/09 sowie 2009/10 sogar nur in der dritthöchsten Liga Kategoria e dytë. 2010 gelang als Gruppenzweiter der Aufstieg in die zweite Liga, wo Tomori gleich den zweiten Rang belegte und somit nach nur einem Jahr in die höchste Liga aufsteigen konnte. Allerdings gelang der Ligaerhalt in der Saison 2012/13 nicht. 2015 folgte sogar der Abstieg aus der zweiten Liga – ein Jahr später stieg Tomori als Meister der Kategoria e dytë aber schon wieder auf.

## Erfolge
- Albanische Meisterschaft
  - Vizemeister: 2000
- Kupa e Shqipërisë (Albanischer Pokal)
  - Finalist: 1964
- Zweithöchste Liga
  - Meister: 1930, 1950, 1970, 1977

## Europapokalbilanz
| Saison  | Wettbewerb | Runde    | Gegner        | Gesamt | Hin     | Rück    |
| ------- | ---------- | -------- | ------------- | ------ | ------- | ------- |
| 2000/01 | UEFA-Pokal | 1. Runde | APOEL Nikosia | 2:5    | 2:3 (H) | 0:2 (A) |

Gesamtbilanz: 2 Spiele, 2 Niederlagen, 2:5 Tore (Tordifferenz −3)